# Ликон из Троады
Ликон из Троады (др.-греч. Λύκων; около 299 г. до н. э. — около 225 г. до н. э.) — древнегреческий философ-перипатетик, ученик и преемник Стратона.

## Жизнь
Он жил в Пергаме, под покровительством правителей из династии Атталидов. Антиох тоже хотел его приблизить, но безуспешно. Часто подавал афинянам советы, которые были им весьма полезны. Был знаменит своим красноречием (хотя в письменном слоге был недостоин самого себя) и хорошим воспитателем детей. Уделял большое внимание физическому развитию также, как духовному, постоянно занимался гимнастикой, телосложение у него было как у атлета. Тем не менее, умер от подагры в возрасте семидесяти четырёх лет. Был схолархом перипатетической школы более, чем сорок четыре года. Самым известным учеником Ликона в школе перипатетиков был Аристон с Кеоса, который стал его преемником.

## Произведения
Среди сочинений Ликона, возможно, был труд О характерах, фрагмент которого цитирует Публий Рутилий Луп. Цицерон и Климент Александрийский сообщают, что у него было сочинение о границах добра и зла. Апулей упоминает его сочинение о природе животных.